# فوارس (لامرد)
فوارس هي قرية صغيرة من قرى بلدة كوشكنار في مقاطعة بارسيان، في محافظة هرمزغان في جنوب إيران. تقع على بعد 4 كم من سروباش.
عدد سكانها 198 نسمة في 46 عائلة، وهم من أصول عربية ومن أهل السنة وعلى المذهب الشافعي. وفيها مسجد ومدرسة ابتدائية ومركز صحي وبئر ماء. يعلم أهل القرية بالزراعة وتربية المواشي، بالإضافة إلى صيد الأسماك والبحث عن اللؤلؤ.